# 藤本万梨乃
藤本 万梨乃（ふじもと まりの、1995年10月30日 - ）は、フジテレビのアナウンサー。福岡県出身。

## 経歴
福岡雙葉小学校、福岡雙葉中学校・高等学校を経て、東京大学理科二類に入学し、同大学医学部健康総合科学科卒業。
学生時代は『non-no』（集英社）の読者モデルを務めたほか、『AbemaNews』（AbemaTV）や『News Access』（BS朝日）の学生キャスターを務めた。大学卒業後の2019年4月、フジテレビにアナウンサーとして入社。同期入社は、堀池亮介。

## 人物
- 福岡雙葉の英語スピーチコンテストで「人前で話すスキル」が身につき、アナウンサーを目指すきっかけとなった[9]。
- 学生時代に「東大新入生インタビュー」としてテレビに映ったことがあり、『沸騰ワード10』（日本テレビ）内のワンコーナー「TVにチラッと映った3秒美人を追跡！」に本人登場という形で出演したことがある[10]。他にも、『好きか嫌いか言う時間』（TBS）や『お願い!ランキング』（テレビ朝日）等に現役東大生として出演したことがある。
- 東大在学中、K-POPのコピーダンスサークル「STEP」に所属していた[11]。
- 医学部出身だが「医者になる学科ではなく、心理学や予防医学など人がどうやって健康でいられるかに興味があり、健康総合科学科に進んだ」と述べている[3]。
- 所持資格は、漢字検定2級・英語検定2級・日本語検定2級[12]。
- 趣味は、クラシックバレエ、ダンス、半身浴[12]。

## 出演番組
レギュラー出演番組・キャスター名
| 期間                                                                                         | 期間   | 月曜日                                 | 火曜日                         | 水曜日                              | 木曜日                              | 金曜日                         | 土曜日   | 日曜日                              |
| -------------------------------------------------------------------------------------------- | ------ | -------------------------------------- | ------------------------------ | ----------------------------------- | ----------------------------------- | ------------------------------ | -------- | ----------------------------------- |
| 2019.10                                                                                      | 2020.3 | （なし）                               | （なし）                       | めざましテレビ フィールドキャスター | めざましテレビ フィールドキャスター | （なし）                       | （なし） | （なし）                            |
| 2020.4                                                                                       | 2020.9 | attest 〜WEEKLY GOLF NEWS〜 キャスター | （なし）                       | めざましテレビ フィールドキャスター | めざましテレビ フィールドキャスター | （なし）                       | （なし） | （なし）                            |
| 2020.10                                                                                      | 2021.3 | めざましテレビ エンタメキャスター      | バイキングMORE プレゼンター    | （なし）                            | めざましテレビ エンタメキャスター   | （なし）                       | （なし） | （なし）                            |
| 2021.4                                                                                       | 2021.6 | （なし）                               | めざましテレビ 情報キャスター1 | めざましテレビ 情報キャスター1      | めざましテレビ 情報キャスター1      | めざましテレビ 情報キャスター1 | （なし） | （なし）                            |
| 2021.7                                                                                       | 2022.3 | めざまし8 ナレーション                 | めざましテレビ 情報キャスター1 | めざましテレビ 情報キャスター1      | めざましテレビ 情報キャスター1      | めざましテレビ 情報キャスター1 | （なし） | （なし）                            |
| 2022.4                                                                                       | 2023.6 | めざまし8 ナレーション                 | めざましテレビ 情報キャスター  | めざましテレビ 情報キャスター       | めざましテレビ 情報キャスター       | （なし）                       | （なし） | （なし）                            |
| 2023.7                                                                                       | 現在   | （なし）                               | めざましテレビ 情報キャスター  | めざましテレビ 情報キャスター       | めざましテレビ 情報キャスター       | （なし）                       | （なし） | Mr.サンデー アシスタントキャスター2 |
| 備考 - 1永島優美の卒業に伴い、井上清華が永島の後任を担当するための後任。 - 2山﨑夕貴の後任。 |        |                                        |                                |                                     |                                     |                                |          |                                     |

### その他
- BSフジLIVE プライムニュース（火曜日）ニュース担当(BSフジNEWSも兼務)
- さんまのお笑い向上委員会
  - アシスタント（2022年4月2日 - ）
- めざましテレビ
  - 阿部華也子の夏季休暇による代理お天気キャスター（2019年9月16日 - 20日）
  - 軽部真一の休暇による代理エンタメキャスター（2021年2月26日）
  - 井上清華の休暇・体調不良・勤務調整による代理メーンキャスター（2022年1月17日 - 19日・2023年2月27日・3月2日・3日・8月10日・11日・9月25日 - 28日・10月16日 - 24日・12月7日・14日・2024年2月12日 - 16日・4月10日・11日・7月22日・12月5日・12日・2025年2月25日 - 27日・5月20日 - 22日）
  - 渡邊渚の休暇・体調不良による代理情報キャスター（2022年7月29日・8月1日・2023年3月6日・17日・6月12日・16日・19日・7月14日・21日・28日・8月18日・9月1日）
  - 鈴木唯の休暇による代理エンタメキャスター（2023年11月10日）
  - 小山内鈴奈の休暇による代理エンタメキャスター（2023年2月3日）
  - 原田葵の休暇・取材・代理エンタメキャスターによる代理情報キャスター（2024年3月1日・15日・12月20日）
- FNN Live News it! weeked （2019年8月4日） - 内田嶺衣奈の夏季休暇による代理スポーツキャスター
- Live News it!（2019年10月21日・22日） - 酒井千佳の夏季休暇による代理お天気キャスター
- ネプリーグ
  - 東大女子チーム解答者（2020年1月20日）
  - 名門大学出身女子チーム解答者（2020年2月10日）
- 超逆境クイズバトル!!99人の壁 東大生をやっつけろ!99人リモート参戦SP（2020年6月6日） - ブロッカー
- 爆笑そっくりものまね紅白歌合戦（2023年10月7日） - 演者として、杉原千尋・岸本理沙・原田葵と共に新しい学校のリーダーズの楽曲『オトナブルー』のものまねを披露[13]。
- 人志松本の酒のツマミになる話（2023年10月20日）- ナレーションを担当。番組開始から2023年6月までは山崎夕貴、同年7月から10月までは永島優美が担当していた。
- FNSドラマ対抗 お宝映像アワード秋の祭典SP（2024年10月3日） - 進行

### テレビドラマ
- スタンドUPスタート 第1話（2023年1月18日） - 「三ツ星重工」株主総会の司会 役[14]
- わたしのお嫁くん 第6話（2023年5月17日） - 喫茶店の客 役
- 366日（2024年4月8日 - ） - 劇中のテレビの星座占いのナレーター 役

## その他
- 一日警察署長 湾岸警察署（2022年9月23日）[15][16]